# ニュー・フロンティア計画

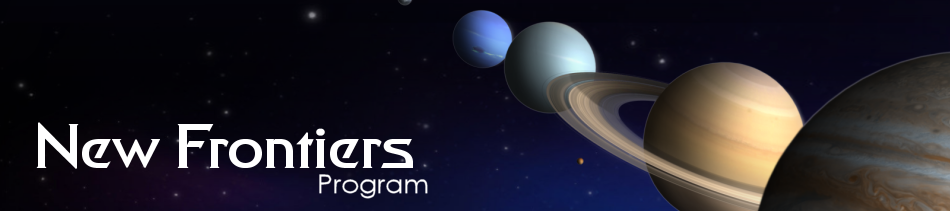
ニュー・フロンティア計画のウェブサイトのヘッダー（2016年1月時点）

ニュー・フロンティア計画（ニュー・フロンティアけいかく、英: New Frontiers program）は、準惑星の冥王星を含む太陽系の惑星の調査を目的とする、アメリカ航空宇宙局 (NASA) の一連の宇宙探査ミッションである。
NASAは、国内外の科学者にニュー・フロンティア計画のためのミッションの提案を提出するよう奨励している。ニュー・フロンティア計画は、ディスカバリー計画やエクスプローラー計画でも用いられた革新的アプローチに基づいて築き上げられた。ディスカバリー計画程度の費用や時間の制約の中では実現できないが、フラッグシップ級のミッションほど大きくはない、中規模のミッションとして計画された。現在は、2006年1月に打ち上げられ、2015年に冥王星に到達したニュー・ホライズンズと、2011年8月に打ち上げられ、2016年に木星の軌道に投入されたジュノー、そして、2016年9月に小惑星ベンヌに向けて打ち上げられ、2018年から2021年まで詳細な調査を行い、2023年に地球に試料を持ち帰る（サンプルリターン）予定のオサイリス・レックスの3機の計画が進行している。

## 歴史

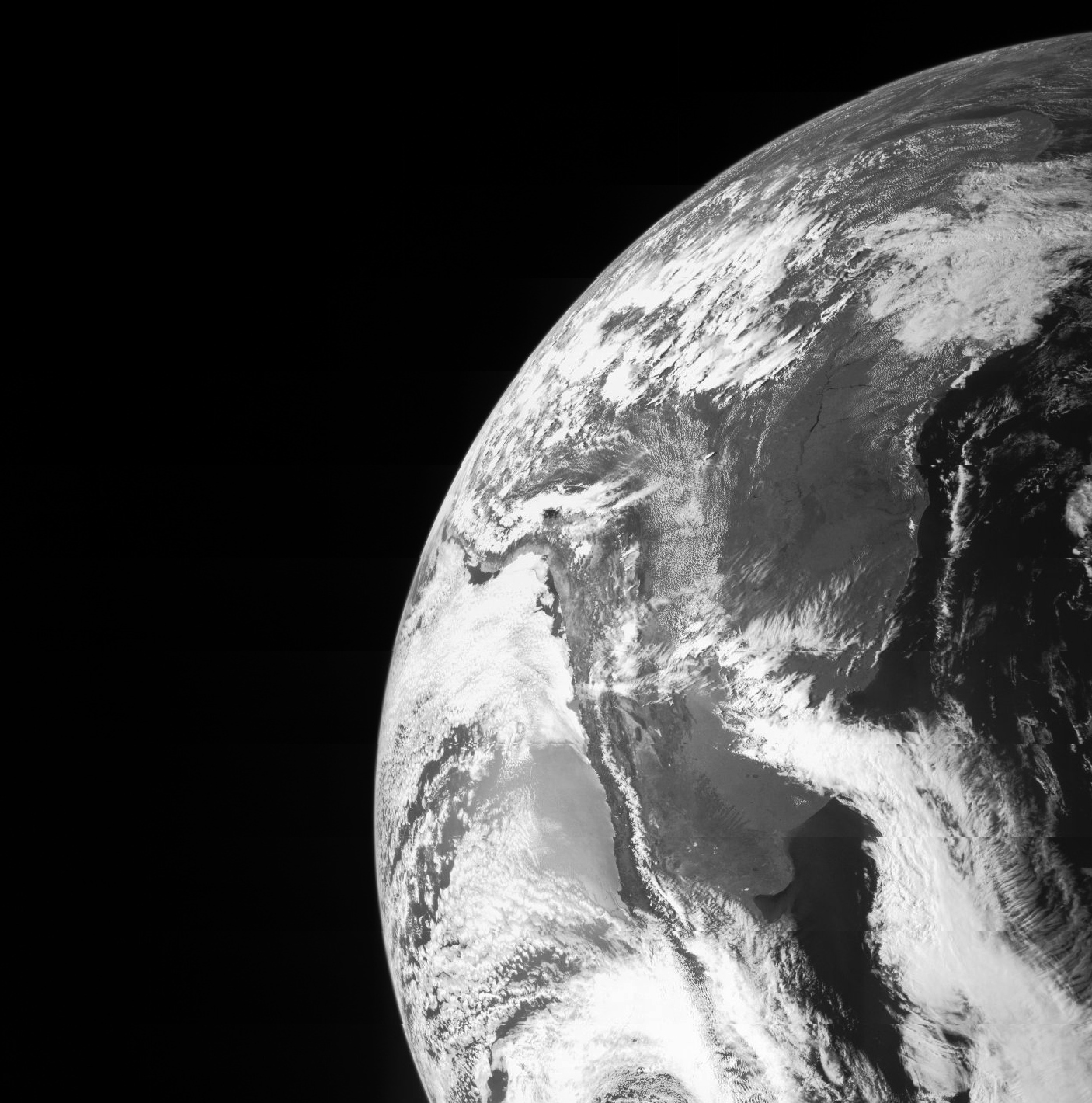
木星に向けて地球付近をフライバイ中の探査機ジュノーが2013年10月に撮影した地球

ニュー・フロンティア計画は、NASAによって開発及び提唱され、2002年から2003年に米国議会に承認された。こうした努力は、当時のNASA本部で長期にわたって執行部を務めた2人、すなわち、エドワード・ワイラー副長官（宇宙科学担当）と太陽系探査部門ディレクターのコリーン・ハートマン博士によって主導された。冥王星へのミッションは、この計画が無事に承認されて資金提供される前に既に選出されていたため、ニュー・ホライズンズと呼ばれるこのミッションは、新しい法令の適用対象外とされ、ニュー・フロンティア計画に組み込まれることとなった。2003年に全米科学アカデミーから発行された惑星科学10ヵ年計画は、目的地を明確にすると同時に、ニュー・フロンティア計画のための最初のコンペの情報源としての役割を果たした。計画の名称は、1960年のジョン・F・ケネディ上院議員の演説 "We stand, today, on the edge of a New Frontier." から引用し、ハートマン博士が命名した。
提案されたミッションのコンセプトの例には、10ヵ年計画の目標に基づく複数のミッションのコンセプトのうちの2つの部分が含まれる。
- From New Frontiers in the Solar System: An Integrated Exploration Strategy - 「太陽系内のニュー・フロンティア：統合的探査戦略」より
  - Kuiper Belt Pluto Explorer - カイパーベルト・冥王星探査機（ニュー・ホライズンズで実現）
  - Jupiter Polar Orbiter with Probes - 無人宇宙探査機を用いた木星極軌道周回機（ジュノーに至る）
  - Venus In Situ Explorer（英語版） - 金星探査機
  - Lunar South Pole-Aitken Basin Sample Return Mission - 月の南エイトケン盆地のサンプルリターン・ミッション
  - Comet Surface Sample Return Mission - 彗星表面サンプルリターン・ミッション（類似するものに、彗星ではなくNEO向けに計画されたオサイリス・レックス、及び2014年から2015年に彗星を周回して着陸機を投下したESAのロゼッタがある）
- From Vision and Voyages for Planetary Science in the Decade 2013–2022 - 「2013年–2022年の10ヵ年中の惑星科学のためのビジョンと航海」より
  - Io Volcano Observer（英語版） - イオ観測衛星
  - Lunar Geophysical Network - 月物理ネットワーク
  - Saturn Probe（英語版） - 土星探査機
  - Trojan Tour and Rendezvous - トロヤ群巡回・ランデブー

## 進行中のミッション

### ニュー・ホライズンズ
冥王星へのミッションであるニュー・ホライズンズは、2006年1月19日に打ち上げられた。2007年2月に木星をスイングバイした後、探査機は冥王星に向けての航行を続けた。2015年7月に第一ミッションの冥王星フライバイを行い、その後探査機は、2019年1月1日にフライバイするために、2014 MU69と呼ばれるエッジワース・カイパーベルト天体を目標として航行中である。このミッションに関連するミッションとして、ニュー・ホライズンズ2号が提案されていた。

### ジュノー

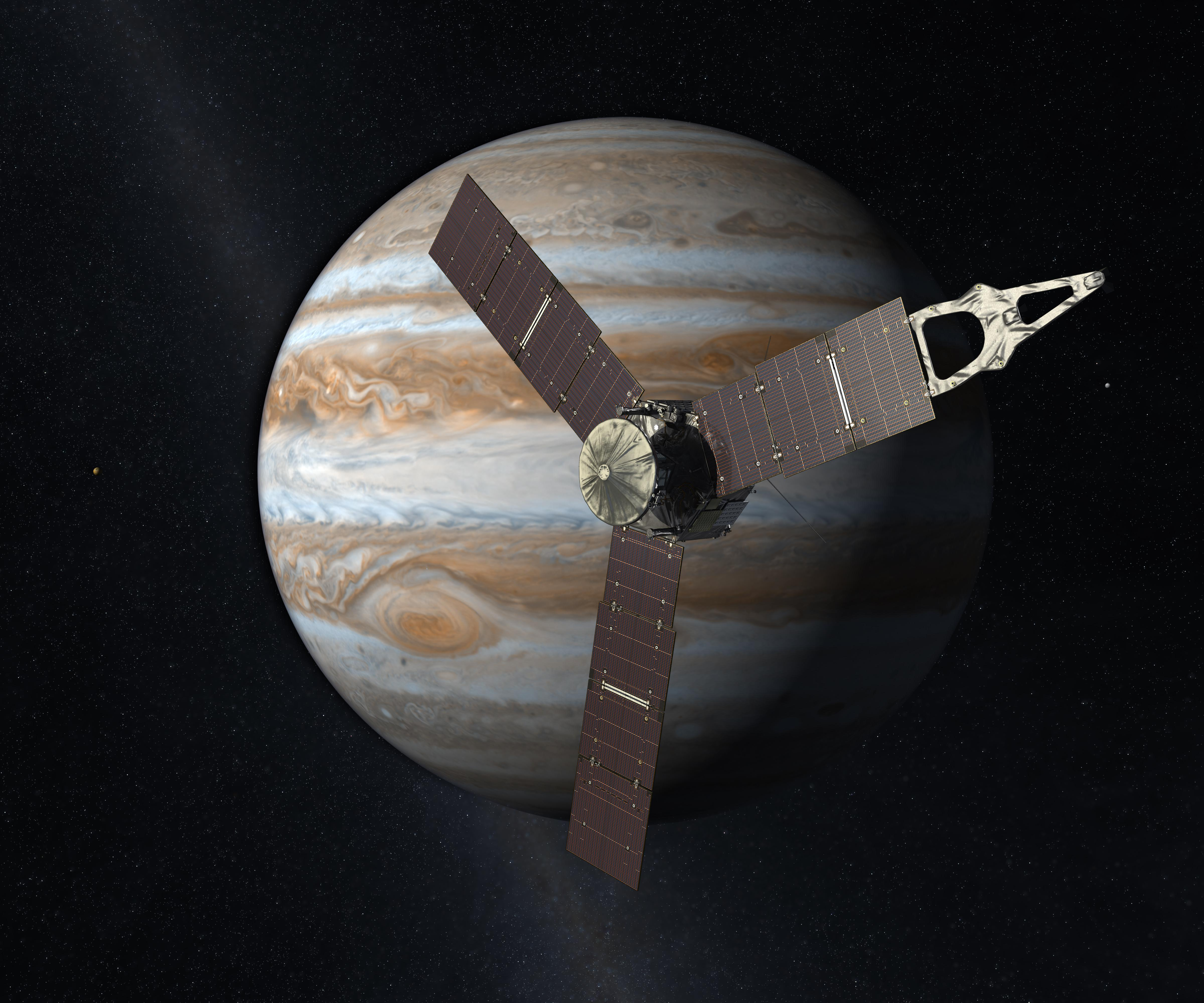
木星に到達したジュノーのイメージ

ジュノーは木星探査ミッションとして2011年8月5日に打ち上げられ、2016年7月に木星に到達した。外惑星を探査する宇宙機としては初めて太陽電池を動力源としている。木星の磁場と内部構造を調査するため、極軌道に投入された。NASAのガリレオミッションは、木星の上層大気について多くの知見をもたらしたが、木星の起源や太陽系の性質だけでなく、巨大な太陽系外惑星全般について理解するためにも、更なる木星の探査は決定的に重要である。ジュノーの開発と運用は、以下のような目標をもって取り組むことを目指している。
- 木星の核の質量と大きさ、重力場、磁場、内部の対流を測定することを通して、木星全体の力学的・構造的特性を理解する。
- 木星の大気の組成、特に凝縮性気体（水、アンモニア、メタン、硫化水素）の存在量や、木星の大気の温度、風速、雲の不透明度を、様々な緯度で100barを目標に、ガリレオの大気突入プローブが達成したよりも深部にまで入り込んで測定する。
- 木星の極の磁気圏の三次元構造を調査して特徴付ける。

### オサイリス・レックス

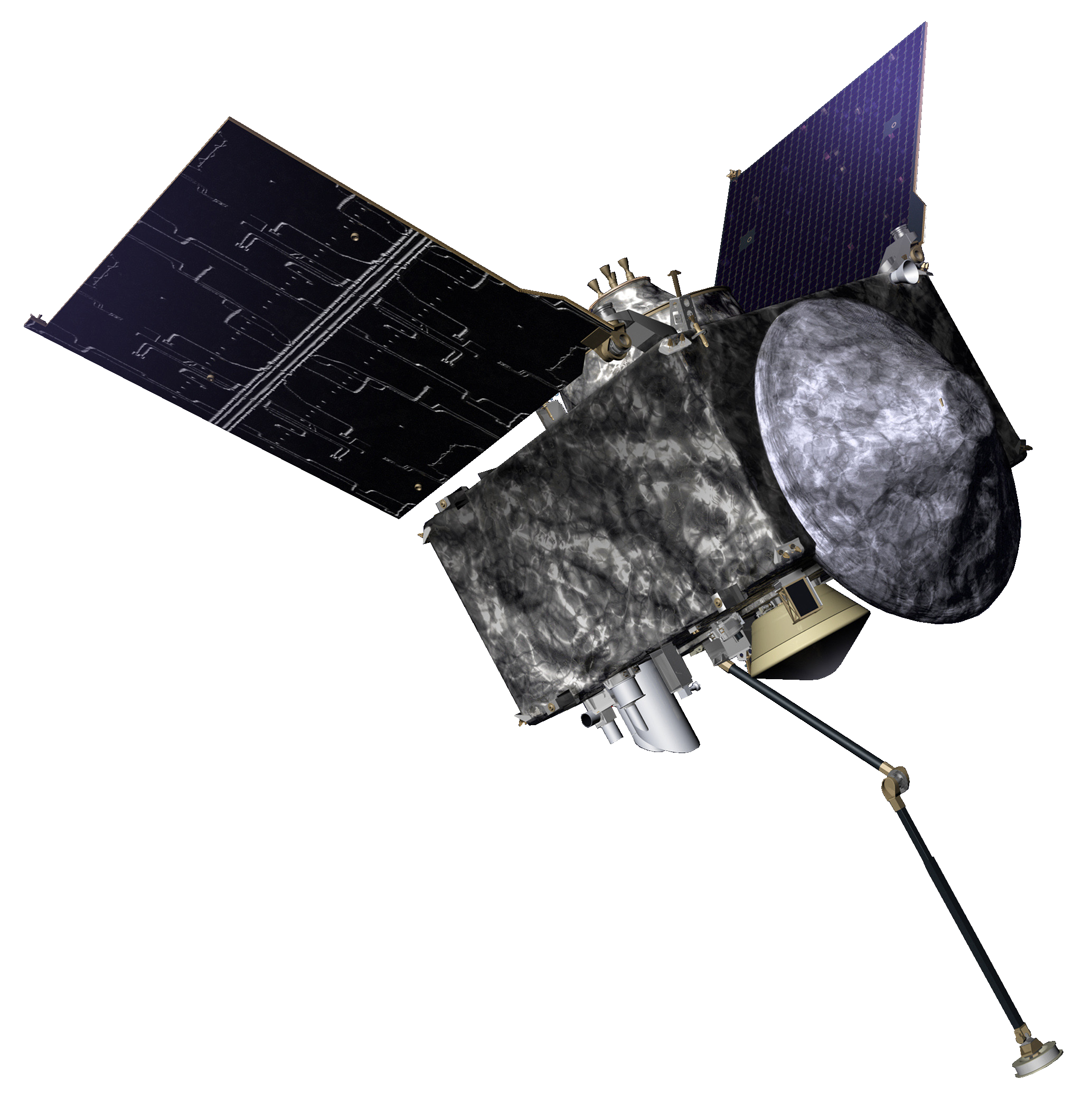
オサイリス・レックス（イメージ図）

オサイリス・レックス (OSIRIS-REx) とは、"Origins, Spectral Interpretation, Resource Identification, Security, Regolith Explorer"（起源・スペクトラル解釈・資源識別・防衛・表土探査機）を意味する。このミッションの計画は、2020年までに、当初仮符号で1999 RQ36と呼ばれていた小惑星（のちに101955 ベンヌと命名）の軌道に乗ることであった。様々な測定を行った後、探査機は小惑星の表面土壌から試料を採取し、2023年に地球に帰還する予定である。打上げ機を除けば、このミッションには、約8億ドルの費用が投じられると予想されている。持ち帰ったサンプルは、太陽系の形成と生命の起源に不可欠な、複雑な有機分子の起源について、科学者らが長年抱き続けてきた疑問に対する答えのヒントをもたらすことが期待されている。
小惑星ベンヌは、将来地球に衝突するおそれのある天体とされており、パレルモ・スケールにおいては3番目に高いレートで、セントリー・リスク・テーブルに記載されている（2015年頃）。2100年代後半には、地球に衝突する累積的な可能性が約0.07%あるため、小惑星の組成とヤルコフスキー効果を測定する必要がある。

## 将来のミッション

### ドラゴンフライ

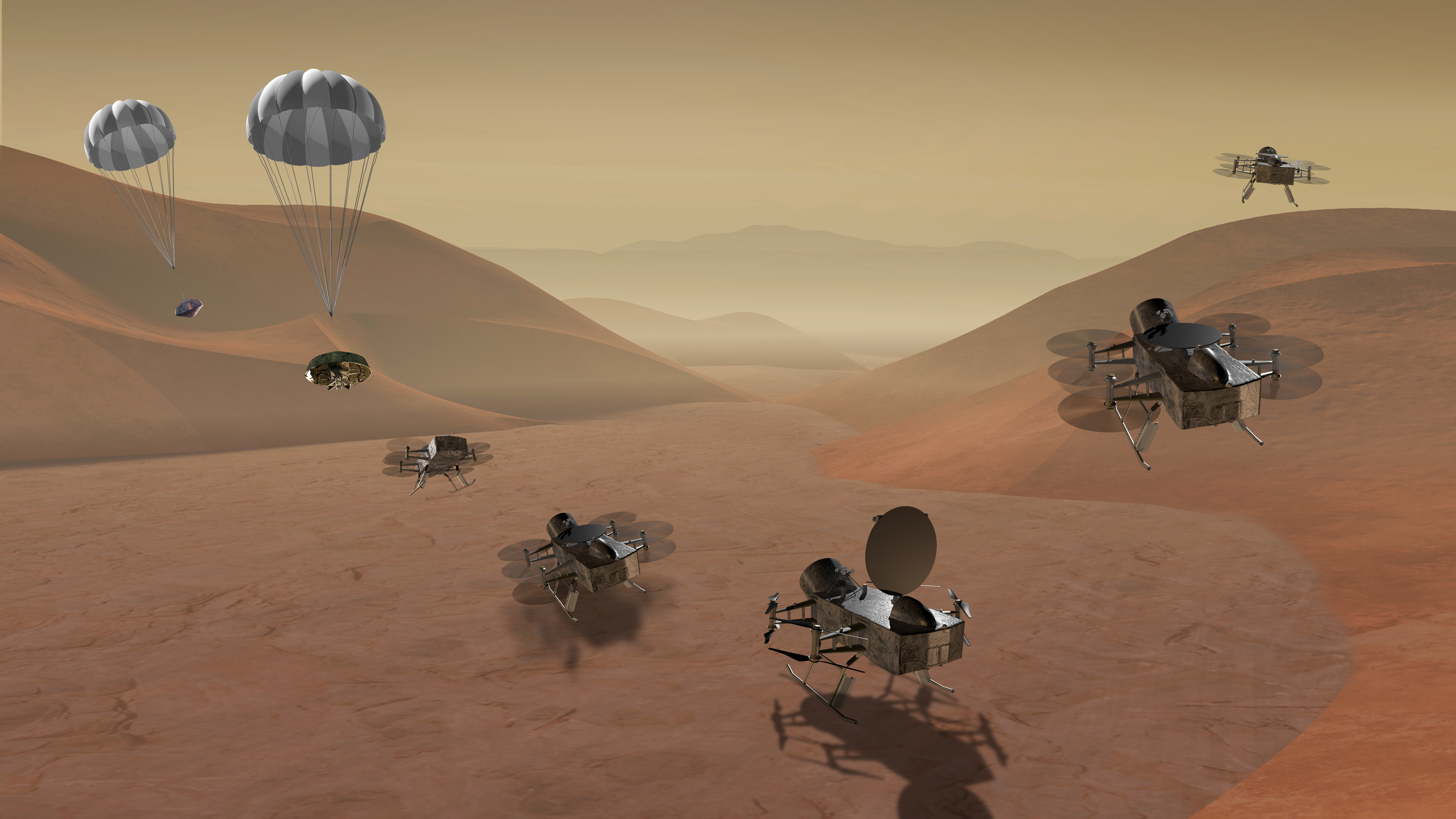
ドラゴンフライのイメージ図

ドラゴンフライは2026年の打ち上げが予定されている土星の衛星タイタンの探査ミッションである。2019年にニュー・フロンティア計画の4番目のミッションとして選定された。
ドラゴンフライはトンボの意味で、その他の通り飛行可能な大型のドローンのような探査機であり、タイタンに着陸した後は、地表を100km以上も移動しながら探査することが予定されている。

### ミッション候補

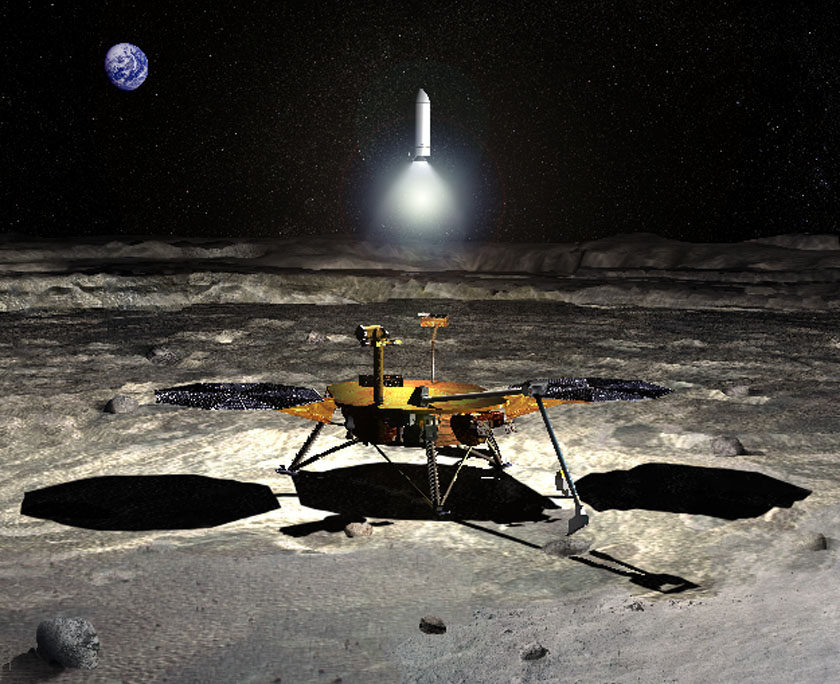
ニュー・フロンティア級の月サンプルリターン・ミッションのコンセプトイメージ

4番目のミッションのためのコンペは2017年に始まる予定で、NASAは同年11月までに追加的なコンセプトの研究のために複数の提案を選択し、2019年にコンペで最終案を決定した後、2024年にも打ち上げることになっている。研究者らは、マルチミッション放射性同位体熱電気転換器 (MMRTG) 及びNASA革新キセノンスラスタ (NEXT) イオン推進システムの使用を提案する可能性がある 。それらの科学的価値と費用の見積もり額に基づいて、2013年から2022年までの惑星科学10ヵ年計画の委員会は、以下に掲げる7つの望ましいテーマを特定した。
1. Comet Surface Sample Return（彗星表面からのサンプルリターン） - 彗星の核への着陸及びサンプルリターン・ミッション
2. Io Observer（イオ観測衛星） - イオの内部構造とメカニズムを調査する木星周回衛星
3. Lunar Geophysical Network（月物理ネットワーク） - 月の物理学的研究を行う複数の同型着陸機
4. Lunar South Pole-Aitken Basin Sample Return（月の南極エイトケン盆地のサンプルリターン） - 月の南エイトケン盆地への着陸及び地球へのサンプルリターン・ミッション
5. Saturn Probe（土星探査機） - 土星の大気にプローブを送り込もうとするミッション
6. Trojan Tour and Rendezvous（トロヤ群巡回・ランデブー） - 複数のトロヤ群の小惑星でのフライバイ等ミッション
7. Venus In Situ Explorer（金星探査機） - 金星の大気突入プローブ及び着陸機

ニュー・フロンティア4号について、10ヵ年計画は、彗星表面からのサンプルリターン、月の南エイトケン盆地からのサンプルリターン、土星探査機 (Saturn Probe) 、トロヤ群巡回・ランデブー、及び金星探査機 (Venus In Situ Explorer) のミッションから選ばれるべきであると推薦した。さらに10ヵ年計画は、ニュー・フロンティア5号のための提案として、イオ観測衛星及び月物理ネットワークを追加的に推薦した。NASAの惑星科学部門は、10ヵ年計画を支持する形でこれに反応して、それらの推薦はNASAの目標に十分合致するようなものであると述べた。